# Stanovništvo Sijera Leonea
Stanovništvo Sijera Leonea čini 18 autohtonih etničkih skupina.

## Broj stanovnika
Prema popisu stanovništva iz 2004. godine u Sijera Leoneu je živio 4.976.871 	 stanovnik. Pored ovog popisa u Sijera Leoneu su održana još tri popisa. Na prvom popisu stanovništva iz 1963. bilo je 2.180.355 stanovnika, 1974. u Sijera Leoneu je živjelo 2.735.159, a 1985. 3.515.812 stanovnika. Između 1985. i 2004. godišnja stopa porasta broja stanovnika iznosila je 1,85%.
| Godina | Broj stanovnika | Godišnja promjena |
| ------ | --------------- | ----------------- |
| 1963.  | 2.180.355       | —                 |
| 1974.  | 2.735.159       | + 2,08%           |
| 1985.  | 3.515.812       | + 2,31%           |
| 2004.  | 4.976.871       | + 1,85%           |

Prema podacima The World Factbook, prosječna dob stanovništva Sijera Leonea iznosi 19 godina (18,4 muškarci, 19,6 žene). Očekivana dužina životnog vijeka je 58,2 godine (55,6 muškarci, 60,9 žene). Stopa nataliteta iznosi 36,7‰, dok je stopa mortaliteta 10,6‰.
Oko 40% stanovništva živi u gradovima. Osim glavnog i najvećeg grada Freetowna (786.900 stanovnika), ostali veći gradovi su Bo (148.705), Kenema (126.966), Makeni (81.715) i Koidu (79.981).

## Etnički i religijski sastav
Stanovnici su pripadnici naroda Mende (26,0%), Temne (24,6%), Limba (7,1%), Kuranko (Kurango; 5,5%), Kono (4,2%), Fulbe (3,8%), Bullom-Sherbro (3,5%), dok ostali narodi čine 25,3%. U etničkoj su strukturi zastupljene liberijske izbjeglice, ali i manji broj Europljana, Libanonaca, Pakistanaca i Indijaca.
Prema vjeroispovijesti su većinom sunitski muslimani kojih je 45,9%, a pripadnika tradicionalnih religija je 40,4%. Kršćana ima 11,4%, dok je pripadnika drugih religija 2,3%.

## Jezik
Sijera Leone je zemlja u kojoj se govori više jezika. De facto, službeni jezik je engleski, a u zemlji se govori ukupno 25 različitih jezika od kojih je 20 autohtono. Jezik Mende se dominantno koristi na jugu, a jezik Temne na sjeveru zemlje.
Jezik Krio kojeg razumije 95% stanovništva je prvi jezik za samo 10% stanovnika. Krio je kreolski jezik s oko 30.000 izvornih govornika koji, uglavnom, žive u glavnom gradu Freetownu. Razvio se iz engleskog kreolskog kojim su govorili robovi koji su se vraćali iz Sjeverne Amerike, Jamajke i Velike Britanije. U Freetownu moguće je razlikovati četiri jezične varijante koje su povezane s engleskim: britanski engleski, sijeraleonski engleski, zapadnoafrički pidžin engleski i već spomenuti Krio.